# 中西八郎
中西 八郎（なかにし はちろう、1942年9月20日 - 2019年4月8日）は、日本の材料工学者。東北大学名誉教授。元東北大学多元物質科学研究所所長。

## 人物・経歴
神奈川県出身。1965年東北大学工学部卒業。有朋寮出身。1967年東北大学大学院工学研究科応用化学専攻修士課程修了、工業技術院繊維工業試験所入所。1978年東京工業大学から理学博士の学位を取得。同年より1980年までケンブリッジ大学客員研究員。1982年工業技術院繊維高分子材料研究所研究室長。
1990年工業技術院繊維高分子材料研究所首席研究官。1991年東北大学反応化学研究所教授。1998年東北大学反応化学研究所所長。2001年東北大学多元物質科学研究所副所長、東京工業大学大学院理工学研究科有機・高分子物質専攻外部評価委員、九州大学機能物質科学研究所外部評価委員。
2002年東北大学多元物質科学研究所所長、高分子学会常任理事、高分子学会機関紙編集委員長。2003年文部科学省科学技術政策研究所専門調査員。2004年北海道大学電子科学研究所外部評価委員。2006年に定年退職後、東北大学名誉教授、東北大学監事、東北大学多元物質科学研究所客員教授。

## 著書
- 『新・有機非線形光学材料 』シーエムシー出版 1991年

## 受賞
- 注目発明賞 1989年[1]
- 科学技術庁長官賞 1990年[1]
- 注目発明賞 1990年[1]
- 工業技術院長賞 1990年[1]
- 注目発明賞 1991年[1]
- 日本化学会学術賞 1995年[1]
- 高分子科学功績賞 2005年[1]
- 瑞宝中綬章 2014年[6]